# Ed Carpenter Racing

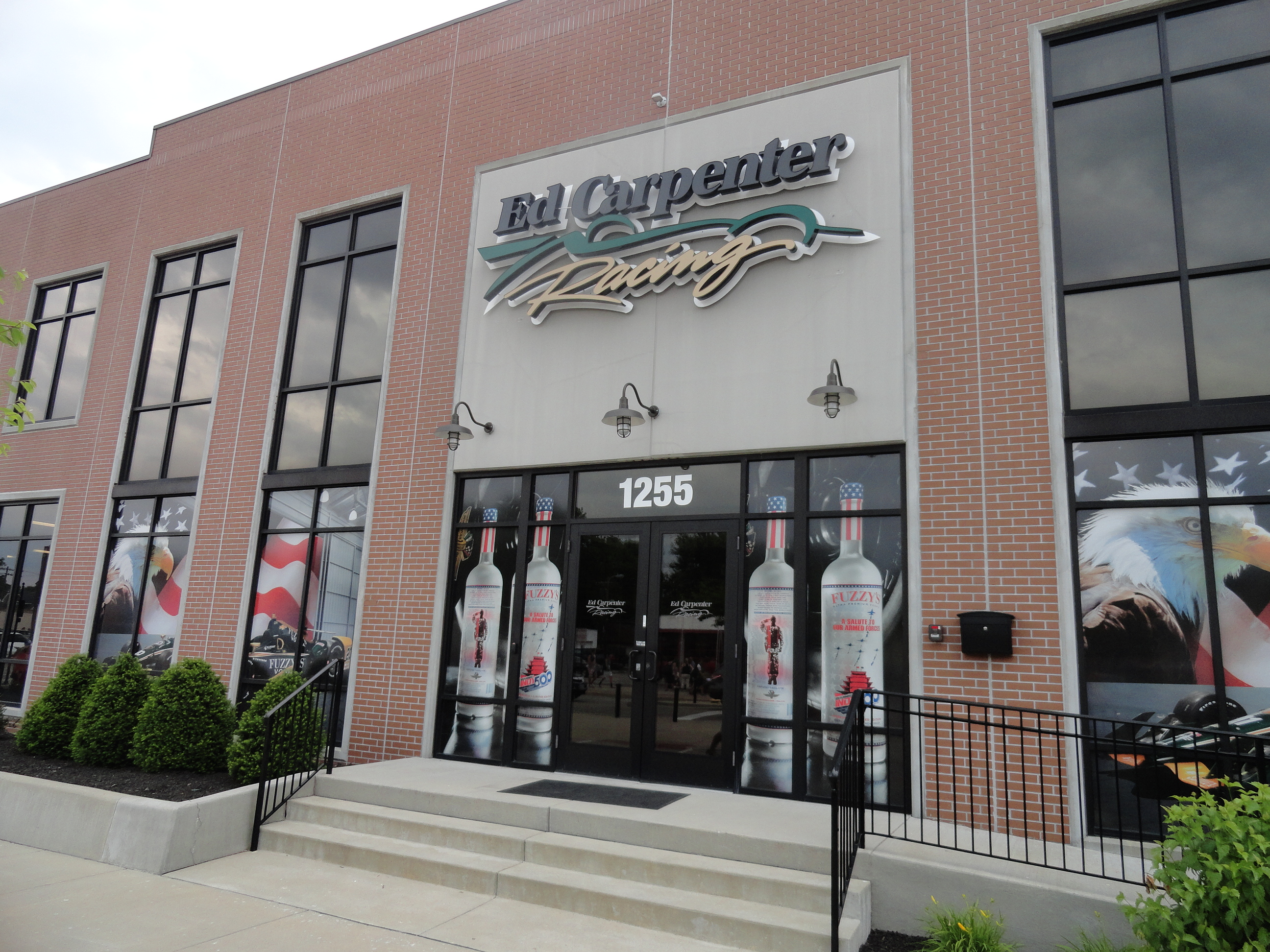
Firmensitz Ed Carpenter Racing in Indianapolis

Ed Carpenter Racing ist ein US-amerikanisches Motorsportteam mit Sitz in Indianapolis nahe dem Indianapolis Motor Speedway (Indiana), das in der IndyCar Series antritt. Das Team gehört dem Fahrer Ed Carpenter und setzt derzeit ein Dallara-Chassis und einen Chevrolet-Motor ein.

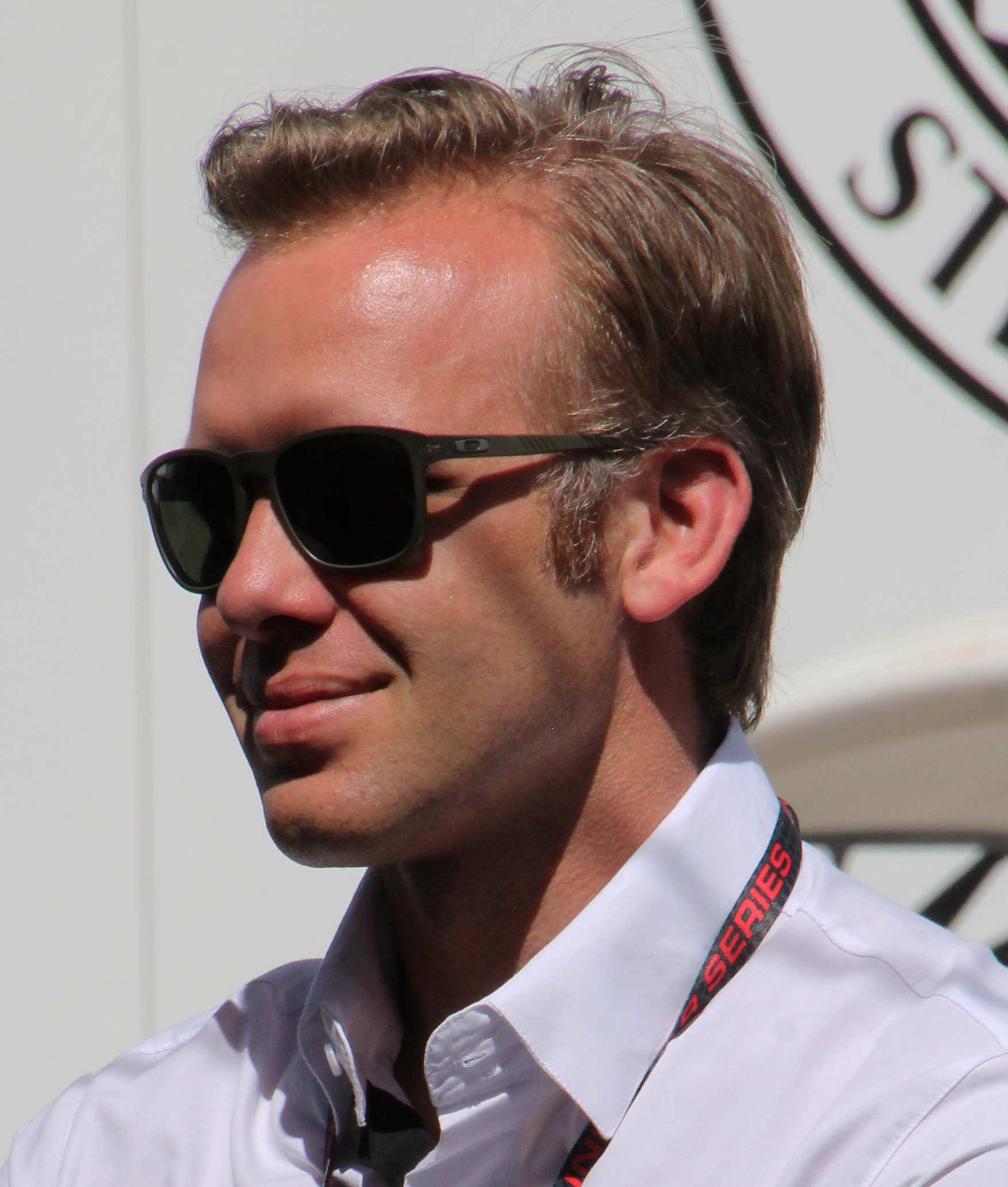
Teambesitzer und Fahrer Ed Carpenter.

## Geschichte
Im Jahr 2012 entschloss sich IndyCar-Fahrer Ed Carpenter mit einem eigenen Team an den Start zu gehen und gab sein Debüt beim Grand Prix of St. Petersburg. Beim 500-Meilen-Rennen in Fontana (CA) feierte das Team den ersten Sieg. Zwar konnte Carpenter bis anhin das Indianapolis 500 nicht gewinnen, doch in den Jahren 2013, 2014, 2018 und 2019 startete er aus der Pole Position. 2013 fuhr er die meisten Runden aller Fahrer in Führung liegend, auch 2018 drehte er die meisten Führungsrunden und wurde zweiter. Carpenter hat sich auf Oval-Rennen spezialisiert, für die Stadtkurse und die permanenten Rennstrecken hatte er bekannte Fahrer im Team wie Mike Conway, Spencer Pigot und zuletzt für die Saison 2022 auch Conor Daly und Rinus VeeKay. Vor der Saison 2015 schloss sich das Team mit Fisher Hartman Racing zusammen. Carpenter Fisher Harman Racing (CFH Racing) verpflichtete Josef Newgarden, der zwei Rennen gewinnen konnte. Ab 2016 übernahm Carpenter das Team wieder als alleiniger Eigentümer, seit diesem Zeitpunkt heißt das Team wie in den Jahren zuvor Ed Carpenter Racing (ECR).

## IndyCar-Siege
| Nr. | Saison | Datum         | Rennen       | Fahrer          | Chassis | Motor     | Startplatz | Führungsrunden |
| --- | ------ | ------------- | ------------ | --------------- | ------- | --------- | ---------- | -------------- |
| 1   | 2012   | 15. September | Fort Worth   | Ed Carpenter    | Dallara | Chevrolet | 5          | 62             |
| 2   | 2014   | 13. April     | Long Beach   | Mike Conway     | Dallara | Chevrolet | 17         | 3              |
| 3   | 2014   | 7. Juni       | Fort Worth   | Ed Carpenter    | Dallara | Chevrolet | 5          | 90             |
| 4   | 2014   | 20. Juli      | Toronto      | Mike Conway     | Dallara | Chevrolet | 11         | 7              |
| 5   | 2016   | 10. Juli      | Newton       | Josef Newgarden | Dallara | Chevrolet | 2          | 282            |
| 6   | 2021   | 15. Mai       | Indianapolis | Rinus VeeKay    | Dallara | Chevrolet | 7          | 33             |

Siege des Teams CFH Racing sind in der Liste nicht enthalten.